# Svavelstrupig sumpjägare
Svavelstrupig sumpjägare (Limnoctites sulphuriferus) är en fågel i familjen ugnfåglar inom ordningen tättingar.

## Utseende och läte
Svavelstrupig sumpjägare är en distinkt ugnfågel med gul haka och mörkbruna fläckar på i övrigt kanelbruna vingar. Den har vidare ett tydligt vitt ögonbrynsstreck och gråstreckad vit undersida. Sången inleds med en drill, följt av hårda toner: "d-d-d-r-r-i-i-, dirip, dirip, dirip, drip-drip-dreeuw-dreeuw".

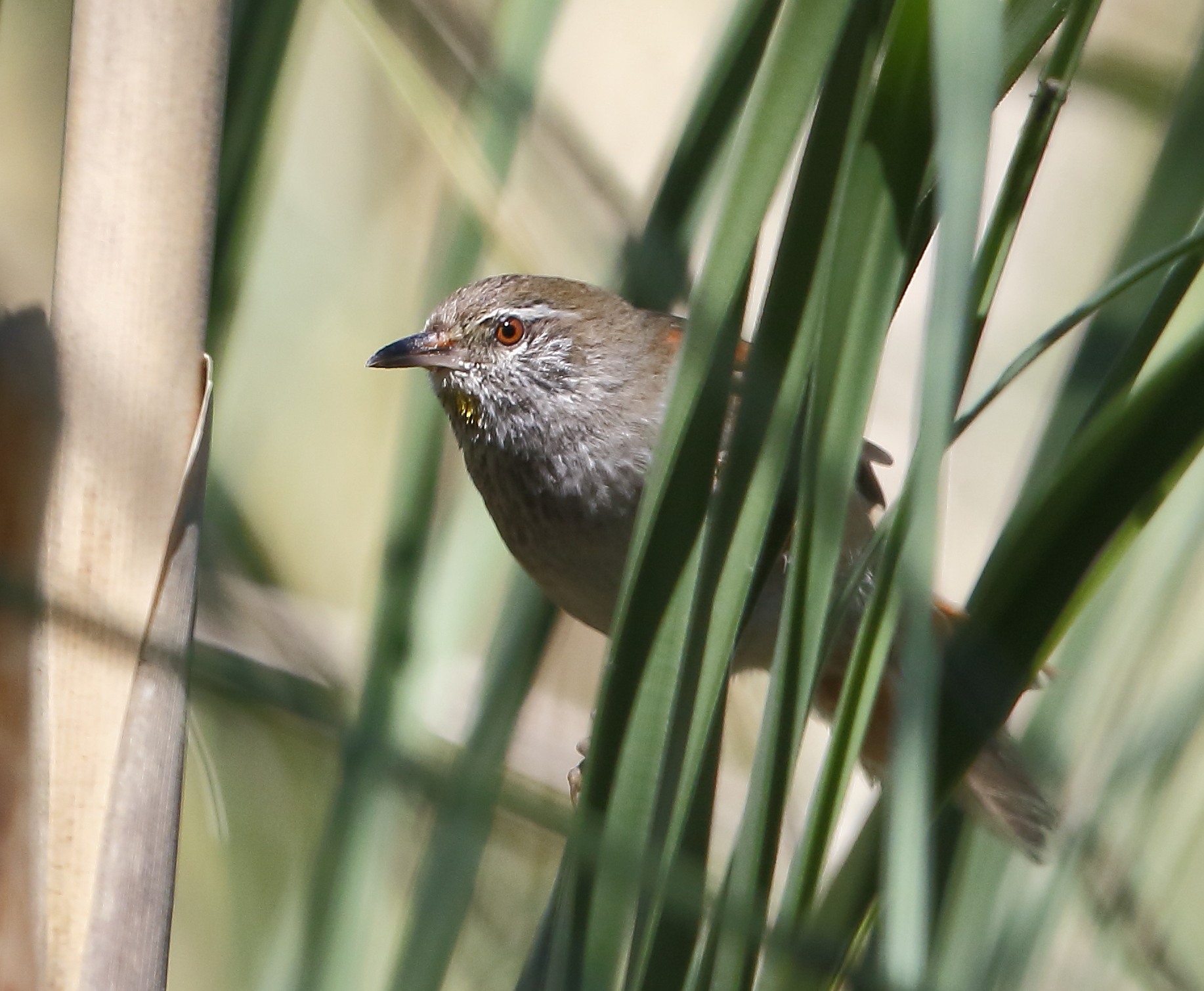

## Utbredning och systematik
Fågeln förekommer från södra Brasilien (Rio Grande do Sul) till Uruguay och östra Argentina. Den placeras traditionellt i släktet Cranioleuca, men DNA-studier visar att den är systerart till Limnoctites rectirostris. Den har därför tilldelats ett nytt svenskt trivialnamn från det tidigare svavelstrupig taggstjärt.

## Levnadssätt
Svavelstrupig sumpjägare hittas i våtmarker, med högväxande vassartad växtlighet.

## Status och hot
Arten har ett stort utbredningsområde, men tros minska i antal, dock inte tillräckligt kraftigt för att den ska betraktas som hotad. Internationella naturvårdsunionen IUCN listar arten som livskraftig (LC).